# Liste der Mitglieder der National Academy of Sciences/1954
Im Jahr 1954 wählte die National Academy of Sciences der Vereinigten Staaten 32 Personen zu ihren Mitgliedern.

## Neugewählte Mitglieder
- Edgar Anderson (1897–1969)
- Horace W. Babcock (1912–2003)
- Edgar Bain (1891–1971)
- Arnold Balls (1891–1966)
- John Bardeen (1908–1991)
- William Bloom (1899–1972)
- Milton Bramlette (1896–1977)
- Wallace Brode (1900–1974)
- Macfarlane Burnet (1899–1985)
- Melvin Calvin (1911–1997)
- Britton Chance (1913–2010)
- Hermann O. Fischer (1888–1960)
- James B. Fisk (1910–1981)
- Joy Paul Guilford (1897–1987)
- Nathan Jacobson (1910–1999)
- George Kimball (1906–1967)
- Willis E. Lamb, Jr. (1913–2008)
- Eugene M. Landis (1901–1987)
- Ernst Mayr (1904–2005)
- William F. Meggers (1888–1966)
- Alfred Mirsky (1900–1974)
- Brian O’Brien (1898–1992)
- Wolfgang K. H. Panofsky (1919–2007)
- Alexander Petrunkevitch (1875–1964)
- Albert Portevin (1880–1962)
- Otto Renner (1883–1960)
- Arnold R. Rich (1893–1968)
- Julian Steward (1902–1972)
- Ernest Vestine (1906–1968)
- Frank H. Westheimer (1912–2007)
- Ralph H. Wetmore (1892–1989)
- Albert E. Whitford (1905–2002)